# هيلموت رودولف
هيلموت رودولف (بالألمانية: Helmuth Rudolph)‏ (و. 1900 – 1971 م) هو ممثل مسرحي، وممثل أفلام ألماني، توفي في ميونخ، عن عمر يناهز 71 عاماً.

## وصلات خارجية
- هيلموت رودولف على موقع IMDb (الإنجليزية)
- هيلموت رودولف على موقع ألو سيني (الفرنسية)
- هيلموت رودولف على موقع قاعدة بيانات الأفلام السويدية (السويدية)
- هيلموت رودولف على موقع ديسكوغز (الإنجليزية)
- هيلموت رودولف على موقع قاعدة بيانات الفيلم (الإنجليزية)
- هيلموت رودولف على موقع كينوبويسك (الروسية)

- هيلموت رودولف في قاعدة بيانات الأفلام على الإنترنت